# Talal Hawat
Talal Hawat (arabisch طلال حواط, DMG Ṭalāl Ḥawāṭ; * um 1970) ist ein libanesischer Elektroingenieur. Von Januar bis August 2020 war er Minister für Telekommunikation im Kabinett Diab.

## Leben und Wirken
Talal Hawat war Schüler an der orthodoxen Saint Elias-Sekundarschule in Tripolis. Den Master-Abschluss in Elektrotechnik und Elektronik erwarb er an der San José State University (Kalifornien). Hawat verbrachte 19 Jahre, davon acht Jahre in den USA, beim internationalen Netzwerkgiganten Cisco (1999–2018), bevor er 2019 zum kanadischen Unternehmen Sandvine wechselte, wo er regionaler Vizepräsident war. Das Unternehmen ist spezialisiert auf die Entwicklung von Smart Network des Internets. Er verfügt über langjährige Erfahrungen in der Installation von Mobiltelefonnetzen in allen libanesischen Regionen, arbeitete mit Bankinstituten der arabischen Region.
Er ist verheiratet mit Shirine Assafiri und Vater von drei Kindern.
Am 21. Januar 2020 wurde Hawat als Vertreter der Bevölkerungsgruppe der Sunniten und dem Abgeordneten Faisal Karami nahestehend, Minister für Telekommunikation im Kabinett von Hassan Diab.
Nach dem Rücktritt von Hassan Diab als Ministerpräsident am 10. August 2020 blieb die Ministerin bis zur Bildung eines neuen Kabinetts geschäftsführend im Amt.